# وزير أباد (أرومية)
وزیر أباد هي قرية في مقاطعة أرومية، إيران. يقدر عدد سكانها بـ 192 نسمة بحسب إحصاء 2016.